# Liman (Azerbaiyán)
Liman (en  azerí: Liman; entre 1924 y  1999, Port-İliç, Iliich, Iliitch Port, Ilych, Port-Il’ich, o Port-Il’icha) es una localidad de Azerbaiyán, en el raión de Lankaran.
Se encuentra a una altitud de -23 m sobre el nivel del mar. 

## Demografía
Según estimación 2010 contaba con 10447 habitantes.